# Barsac (Drôme)

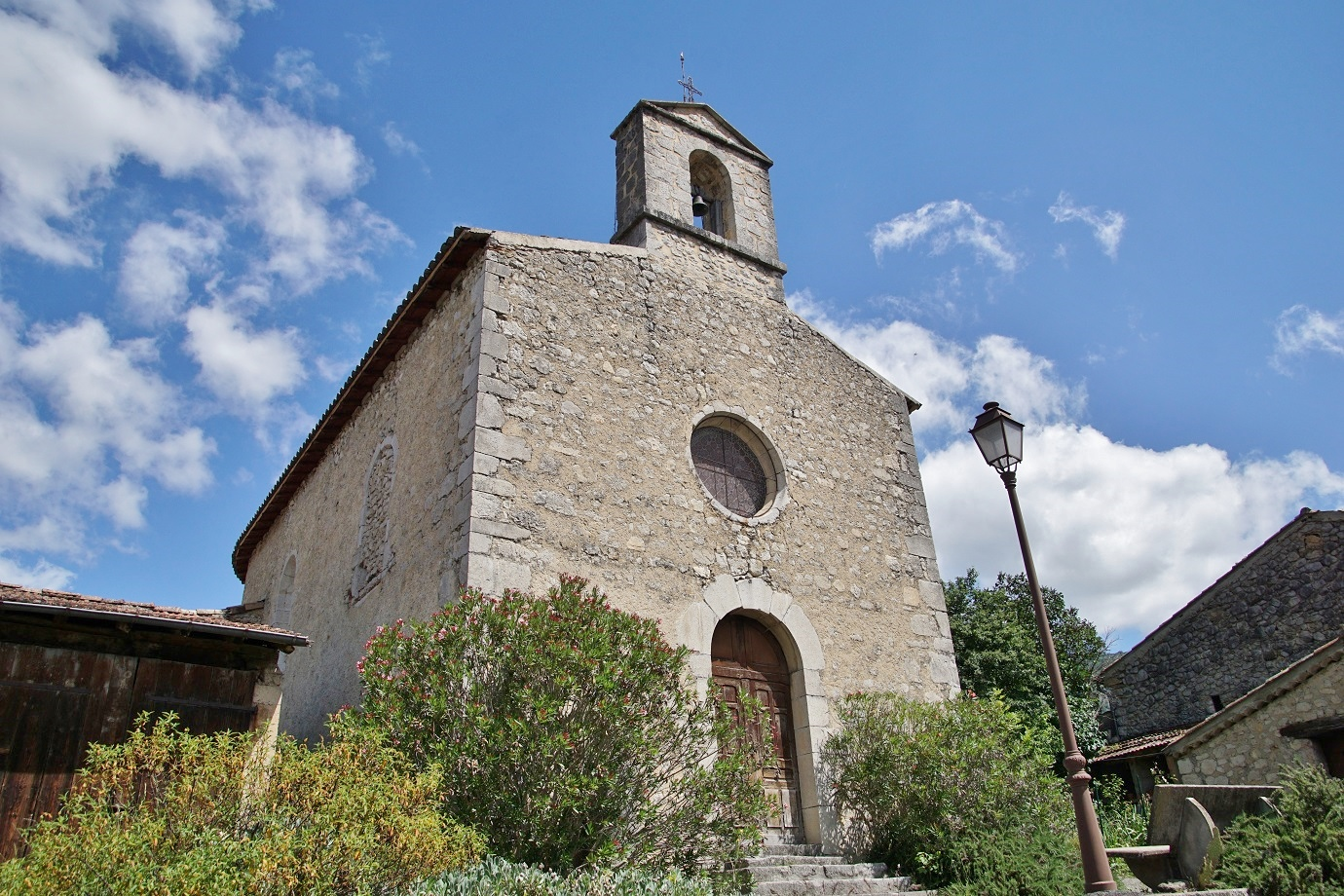
Kirche in Barsac

Barsac ist eine französische Gemeinde im Süden des Départements Drôme in der Region Auvergne-Rhône-Alpes.

## Bevölkerung
Mit 152 Einwohnern (Stand 1. Januar 2022) gehört Barsac zu den kleinen Gemeinden des Départements Drôme.
| Jahr                       | 1962 | 1968 | 1975 | 1982 | 1990 | 1999 | 2006 | 2016 |
| Einwohner                  | 133  | 135  | 133  | 111  | 116  | 141  | 163  | 139  |
| Quellen: Cassini und INSEE |      |      |      |      |      |      |      |      |